# ماك دانزيغ
ماك دانزيغ (بالإنجليزية: Mac Danzig) هو فنان قتال مختلط أمريكي، ولد في 2 يناير 1980 في كليفلاند في الولايات المتحدة.

## وصلات خارجية
- ماك دانزيغ على موقع بوكس ريك (الإنجليزية) (registration required)
- ماك دانزيغ على موقع يو إف سي (الإنجليزية)
- ماك دانزيغ على موقع شيردوغ (الإنجليزية)
- ماك دانزيغ على موقع IMDb (الإنجليزية)
- ماك دانزيغ على موقع قاعدة بيانات الفيلم (الإنجليزية)